# Okólnik (Białoruś)
Okólnik (biał. Акольнік, Akoĺnik; ros. Окольник, Okolnik), Okólniki – wieś na Białorusi, w obwodzie brzeskim, w rejonie prużańskim, w sielsowiecie Szereszów.
W latach 1921–1939 należała do gminy Białowieża, gdzie w 1933 roku wraz z wsiami Kaczany, Bajki i Łozki utworzył gromady Okólnik. Za II RP liczyła 74 mieszkańców.
Po II wojnie światowej miejscowość została włączona w struktury ZSRR.